# Abakabaka phasiana
Abakabaka phasiana is een vlinder van de familie van de spinneruilen (Erebidae), van de onderfamilie van de donsvlinders (Lymantriinae). De wetenschappelijke naam van deze soort is voor het eerst voorgesteld als Parorgyia phasiana door Arthur Gardiner Butler in een publicatie uit 1882.
De soort komt voor in Madagaskar.